# Omak (Washington)
Omak es una ciudad ubicada en el condado de Okanogan en el estado estadounidense de Washington. En el año 2000 tenía una población de 4.721 habitantes y una densidad poblacional de 635,5 personas por km².

## Geografía
Omak se encuentra ubicada en las coordenadas 48°24′38″N 119°31′29″O / 48.41056, -119.52472.

## Demografía
Según la Oficina del Censo en 2000 los ingresos medios por hogar en la localidad eran de $24.089, y los ingresos medios por familia eran $31.052. Los hombres tenían unos ingresos medios de $26.228 frente a los $23.674 para las mujeres. La renta per cápita para la localidad era de $13.472. Alrededor del 25,3% de la población estaban por debajo del umbral de pobreza.